# Câble sous-marin CUCN
Le câble CUCN (Chine-US Cable Network ou réseau de câbles sino-américain) est un réseau câble de télécommunications sous-marines reliant plusieurs pays de la région Asie-Pacifique.
Il relie notamment la Chine populaire aux États-Unis, mais aussi la Chine populaire à Taïwan.

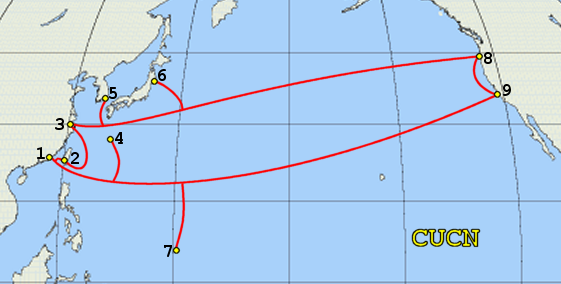

Ce câble a des points terrestres (atterrissements) dans les lieux suivants :
1. Shantou, Guangdong, Chine
2. Fangshan, Pingtung, Province de Taiwan, Taïwan
3. Chongming, Shanghai, Chine
4. Préfecture d'Okinawa, Japon
5. Pusan, Corée du Sud
6. Chikura, Préfecture de Chiba, Japon
7. Tanguisson Point, Tamuning, Guam
8. Bandon (Comté de Coos
9. San Luis Obispo (Californie)